# ラファエル・ロジェリオ・ダ・シルバ
ラファエル・ハットン（Rafael Ratão）ことラファエル・ロジェリオ・ダ・シルバ（Rafael Rogerio da Silva、1995年11月30日 - ）は、ブラジル・パラナ州カスカヴェル出身のプロサッカー選手。Jリーグ・セレッソ大阪所属。ポジションはフォワード（ウイング）。
Jリーグの登録名はラファエル・ハットン、Kリーグ時代の登録名はハパエル（ハングル: 하파엘）。

## 経歴
サンパウロFCのアカデミーに入り、16歳でポンチ・プレッタの下部組織に移籍した。
トップチームに昇格し17歳でプロデビューを果たした。すると、周りから「将来有望」と言われてチヤホヤされるようになり、有頂天になり連夜のように遅くまで遊びまわった。次第に自分で自分をコントロールできなくなったと本人は話す。
以降は代理人が金を稼ぐために利用された。レンタル移籍を繰り返すようになり結局、どのチームにも長く在籍できない状況が5年間続いた。
2015年8月7日にJリーグ・アルビレックス新潟へ期限付き移籍。公式戦1試合に出場し、契約満了で退団した。
2019年にスロバキアのŠKスロヴァン・ブラチスラヴァに加入し、89試合に出場して30ゴール12アシストを記録した。
2021年8月31日、トゥールーズFCに移籍。
2021-22シーズン、リーグ・ドゥ(フランス2部リーグ)でリーグ優勝、リーグ・アン(フランス1部リーグ)昇格に貢献。
2022-23シーズン、30試合出場、またクラブにとって主要大会初となるフランス杯のタイトルを獲得した。
2023年、ECバイーアへ完全移籍。
2025年、Jリーグ・セレッソ大阪へ期限付き移籍。第16節、マンオブザマッチに選ばれた試合後インタビューで、妻が乳がんの完治に伴ってブラジルから来日し、共に生活できるようになった事を明かし、涙を流した。

## プライベート
ハットンは1995年11月30日、ブラジル・パラナ州出身。7歳でストリートサッカーを始め、ユース期には寮生活をしながらサンパウロのクラブチームに所属した経歴がある。
私生活では、がん治療を経験した妻パウラと娘のラウラちゃん（2025年時点で5歳）と共に来日し、日本での生活を支えている。妻が闘病を乗り越えて来日できたことを「最も喜ばしい出来事」と語り、ファンやサポーターによる温かい歓迎を家族が受けたことも感慨深く語っている。
家族でのオフには、ユニバーサル・スタジオ・ジャパン（USJ）へ出かけたこともあり、娘が大変喜んでいたと報じられている。ハットン自身も「家族と過ごす良い一日だった」と振り返っている。
また、海外移籍の経験を通して自身の価値観が変化したことも明かしており、ブラジルから日本、韓国、ウクライナ、スロバキア、フランスと渡り歩いたキャリアの中で、プロ意識や精神面の成長が促されたと語っている。特に若い頃に金銭や名声に惑わされ、規律を乱してしまった過去を反省し、「人生を変える経験」として新潟への移籍と、ウクライナのFCゾリャ・ルハーンシクをターニングポイントと位置づけている。

## 個人成績
| 国内大会個人成績 | 国内大会個人成績 | 国内大会個人成績 | 国内大会個人成績 | 国内大会個人成績             | 国内大会個人成績             | 国内大会個人成績 | 国内大会個人成績 | 国内大会個人成績 | 国内大会個人成績 | 国内大会個人成績 | 国内大会個人成績 |
| 年度             | クラブ           | 背番号           | リーグ           | リーグ戦                     | リーグ戦                     | リーグ杯         | リーグ杯         | オープン杯       | オープン杯       | 期間通算         | 期間通算         |
| 年度             | クラブ           | 背番号           | リーグ           | 出場                         | 得点                         | 出場             | 得点             | 出場             | 得点             | 出場             | 得点             |
| ブラジル         | ブラジル         | ブラジル         | ブラジル         | リーグ戦                     | リーグ戦                     | ブラジル杯       | ブラジル杯       | オープン杯       | オープン杯       | 期間通算         | 期間通算         |
| ---------------- | ---------------- | ---------------- | ---------------- | ---------------------------- | ---------------------------- | ---------------- | ---------------- | ---------------- | ---------------- | ---------------- | ---------------- |
| 2013             | ポンチ・プレッタ |                  | セリエA          | 13                           | 2                            |                  |                  |                  |                  | 13               | 2                |
| 2013             | ペナポレンセ     |                  | SP州選手権       | 7                            | 0                            |                  |                  |                  |                  | 7                | 0                |
| 2014             | ボア             |                  | セリエB          | 3                            | 0                            |                  |                  |                  |                  | 3                | 0                |
| 2014             | サントス         |                  | セリエA          | 0                            | 0                            |                  |                  |                  |                  | 0                | 0                |
| 2015             | ペナポレンセ     |                  | SP州選手権       | 1                            | 0                            |                  |                  |                  |                  | 1                | 0                |
| 2015             | グアラチンゲタ   |                  | セリエC          | 4                            | 0                            |                  |                  |                  |                  | 4                | 0                |
| 日本             | 日本             | 日本             | 日本             | リーグ戦                     | リーグ戦                     | リーグ杯         | リーグ杯         | 天皇杯           | 天皇杯           | 期間通算         | 期間通算         |
| 2015             | 新潟             | 35               | J1               | 0                            | 0                            | 0                | 0                | 1                | 0                | 1                | 0                |
| 韓国             | 韓国             | 韓国             | 韓国             | リーグ戦                     | リーグ戦                     | リーグ杯         | リーグ杯         | FA杯             | FA杯             | 期間通算         | 期間通算         |
| 2016             | 忠州             |                  | Kチャレンジ      | 17                           | 5                            |                  |                  |                  |                  | 17               | 5                |
| 日本             | 日本             | 日本             | 日本             | リーグ戦                     | リーグ戦                     | リーグ杯         | リーグ杯         | 天皇杯           | 天皇杯           | 期間通算         | 期間通算         |
| 2025             | C大阪            | 9                | J1               |                              |                              |                  |                  |                  |                  |                  |                  |
| 通算             | ブラジル         | ブラジル         | セリエA          | 13                           | 2\|\|\|\|\|\|\|\|\|\|13\|\|2 |                  |                  |                  |                  |                  |                  |
| 通算             | ブラジル         | ブラジル         | セリエB          | 3                            | 0\|\|\|\|\|\|\|\|\|\|3\|\|0  |                  |                  |                  |                  |                  |                  |
| 通算             | ブラジル         | ブラジル         | セリエC          | 4                            | 0\|\|\|\|\|\|\|\|\|\|4\|\|0  |                  |                  |                  |                  |                  |                  |
| 通算             | ブラジル         | ブラジル         | SP州選手権       | 8                            | 0\|\|\|\|\|\|\|\|\|\|8\|\|0  |                  |                  |                  |                  |                  |                  |
| 通算             | 日本             | 日本             | J1               | 0                            | 0                            | 0                | 0                | 1                | 0                | 1                | 0                |
| 通算             | 韓国             | 韓国             | Kチャレンジ      | 17                           | 5\|\|\|\|\|\|\|\|\|\|17\|\|5 |                  |                  |                  |                  |                  |                  |
| 総通算           | 総通算           | 総通算           | 総通算           | \|\|\|\|\|\|\|\|\|\|\|\|\|\| |                              |                  |                  |                  |                  |                  |                  |

## タイトル
スロヴァン・ブラチスラヴァ
- フォルトゥナ・リーガ：2018-19, 2019-20, 2020-21
- スロヴェンスキー・ポハール：2019-20, 2020-21

トゥールーズ
- リーグ・ドゥ：2021-22
- クープ・ドゥ・フランス：2022-23